# Classe Tsubame
Pour les articles homonymes, voir Tsubame (homonymie).
La classe Tsubame est une classe de mouilleurs de mines de la Marine impériale japonaise construite après 1928 et ayant servi durant la Seconde Guerre mondiale.

## Service
En 1936, le Tsubame et le Kamome ont subi une refonte à l'arsenal naval de Sasebo. En 1938, ils participent à la seconde guerre sino-japonaise.
Le 18 décembre 1941 ils participent à l'invasion du golfe de Lingayen. Puis ils opèrent sur les convois en mer de Chine orientale et en mer de Java.
Le Kamome est coulé par le sous-marin américain SS-232 USS Halibut  le 27 avril 1944. Le Tsubame est coulé lors d'un raid aérien américain à l'île Ishigaki-jima le 1er mars 1945.

## Les unités
| Nom     | Chantier                 | Quille            | Lancement     | Service         | Fin de carrière        | Photo |
| ------- | ------------------------ | ----------------- | ------------- | --------------- | ---------------------- | ----- |
| Tsubame | Dock Company de Yokohama | 17 septembre 1928 | 24 avril 1929 | 10 juillet 1929 | coulé le 1er mars 1945 |       |
| Kamome  | Hitachi Zosen à Osaka    | 11 octobre 1928   | 27 avril 1929 | 30 août 1929    | coulé le 27 avril 1944 |       |